# مصر القديمة (كتاب)
مصر القديمة كتاب للمؤلف الإنجليزي «جيمس بيكي» (1866-1931) قام نجيب محفوظ بترجمته سنة 1932 عندما كان في السنة الثانية بكلية الآداب، قسم الفلسفة. ضم الكتاب فصولا مبسطة في تاريخ مصر الفرعوني. والكتاب جزء من سلسلة كتب تعليمية تحت عنوان «لمحات عن البلدان» (Peeps at Many Lands).
فصول الكتاب: أرض ذات شهرة قديمة، يوم في طيبة، فرعون في القصر، حياة الجندي، حياة الطفل، بعض الأساطير، استكشاف السودان، رحلة استكشافية، الكتب المصرية، المعابد والقبور، قدماء المصريين والسماء.